# Det øverste militærråd (Egypten)
Det øverste militærråd (arabisk: المجلس الأعلى للقوات المسلحة; al-Maǧlis al-ʾAʿlā lil-Quwwāt al-Musallaḥah, engelsk: Supreme Council of the Armed Forces eller SCAF) er et egyptiske militærorganisation som består af 20-25 højtstående officerer i det egyptiske militæret. Som en konsekvens af den Egyptiske revolution i 2011 fik rådet magten til at styre Egypten af den afgående præsident Hosni Mubarak den 11. februar 2011. Rådet styrede Egypten frem til juni 2012.
Rådet ledes af Mohamed Hussein Tantawi, som var forsvarsminister under Mubarak. Andre medlemmer er Reda Mahmoud Hafez Mohamed, Sami Hafez Anan, Abd El Aziz Seif-Eldeen og Mohab Mamish.
Den 30. juni 2012 overtog rådet igen magten efter landet havde afholdt valg, ved valget blev den nyvalgte islamist Mohamed Mursi valgt som præsident.
Rådet afsatte præsident Mursi den 3. juli 2013 efter protester mod Morsis styre blev forstærket. Den 4. juli 2013 valgte rådet at indsætte Adly Mansour som midlertidig præsident, samt Mohamed ElBaradei som midlertidigt premierminister. Disse to personer skal sammen med rådet lede landet frem til nyt præsident- og parlamentsvalg i 2014 hvor Abdul Fatah al-Sisi valgt valget, han er tidligere leder for det øverste militærråd.